# La storia della Arcana Famiglia
La storia della Arcana Famiglia (アルカナ・ファミリア Arukana Famiria?, lit. La historia de la familia Arcana) es una novela visual japonesa desarrollada por HuneX y distribuida por Comfort Soft, lanzada al público el 27 de octubre de 2011 para la consola PlayStation Portable (PSP). También se publicó una secuela para PSP titulada Arcana Famiglia -Vascello Phantasma no Majutsushi- (アルカナ・ファミリア -幽霊船の魔術師-?) el 21 de junio de 2012 en la que se presentan dos nuevos personajes: Ash y Joshua. El 13 de diciembre de 2012 la empresa publicó un videojuego de cocina derivado titulado Arcana Famiglia -Festa Regalo!- (アルカナ・ファミリア フェスタ・レガーロ?).
El primer videojuego posteriormente fue adaptado en una serie de manga, publicado en la revista Sylph desde diciembre de 2011; y también fue adaptado a una serie de anime, producida por J.C.Staff y emitida en Sun Television del 1 de julio al 16 de septiembre de 2012. Además, también se lanzó productos basados en la franquicia como dramas en CD, discos compactos de música y libros para fanáticos, entre otros.

## Argumento
La historia sigue a una organización de vigilantes los cuales protegen una isla, mismos que usan unos misteriosos poderes. Felicità, la única hija en la familia del “Papa”, tendrá que casarse con el próximo jefe de la familia en 2 meses, por lo que tendrán que elegir al sucesor en una competencia en la que ella decide formar parte.

## Historia
Arcana Famiglia es una que protege Regalo, una preciosa isla. La familia se encarga desde hace mucho tiempo de proteger los negocios, la seguridad y hasta la salud de la gente de la isla. Ahora el líder de la familia “Papa Mondo” está planeando retirarse ya que tiene una enfermedad causada por el uso imprudente de su carta del tarocco "Il Mondo", así que para escoger a su sucesor lanzará un torneo llamado “Arcana Duello”. El ganador no solo se convertirá en el líder de Arcana Famiglia, sino que también podrá pedir el deseo que quiera a Papa Mondo y obtendrá la mano de su hija, Felicità, en matrimonio. La Arcana Famiglia utiliza el poder de las cartas del Tarocco que les otorgó Papa Mondo para proteger la isla, y solo aquellos con el poder de los Arcanos Mayores tienen derecho a participar en el torneo, incluyendo a la misma Felicità, la cual quiere participar porque una vez que se case no podrá salir de su mansión. Solo el vencedor del torneo sabrá el porqué. Felicità ostenta el poder de “Los Amantes”, el cual le permite saber qué esconde la gente en sus corazones. También posee una carta más, "La Rueda de La Fortuna", la cual se muestra que usó una vez de pequeña inconscientemente y que más tarde será la única salvación para Mondo de la muerte. Ella conoce a Nova desde pequeña y tenían un compromiso de matrimonio, el cual Nova rompió por lo que hizo a sus padres. Tanto Nova como Liberta muestran mucho interés en Felicita al grado de protegerla y ayudarla en varias ocasiones.

## Personajes

### Principales
Felicitá (フェリチータ Ferichita?)
Seiyū: Mamiko Noto, Azul Valadez (español latino)
Tiene la carta de "Gli Amanti", que le permite ver los sentimientos de las personas. También tiene la carta "La Ruota della Fortuna". En la serie se le ve con dos coletas iguales de una tonalidad rojiza anaranjada, un traje negro ajustado al cuerpo. Posee unos ojos verdes bastante llamativos, su personalidad mayormente es amable, agradable y buena persona. Callada y dedicada, ella hará lo que pueda para obtener su libertad, por lo que se muestra en el anime, ella posee su pasado familiarizado con otros miembros de la familia. Tiene 16 años.
Libertá (リベルタ Riberuta?)
Seiyū: Jun Fukuyama, Alan Fernando Velázquez (español latino)
Tiene la carta "Il Matto" la cual posee el poder de la "la palabra", es decir que todo lo que diga se hará realidad. Su cabello es rubio despeinado, sus ojos son verde-azulado y muy expresivos; se viste de traje desarreglado. Se muestra enérgico y alegre, posee sentimientos por Felicita al punto que se preocupa mucho por ella y la ayuda para obtener su libertad. Tiene 18 años.
Nova (ノヴァ?)
Seiyū: Tsubasa Yonaga, Jared Mendoza (español latino)
Tiene la carta de "La Morte", la cual le permite poner a las personas a dormir temporalmente, aunque se sabe que sus padres están en coma porque Nova perdió el control de sus poderes. Su arma es una katana estilo japonesa, tiene el cabello azul y ojos de igual color, mide lo mismo que Felicita, y su personalidad es la de alguien serio y frío, callado y muy dedicado a las cosas que hace. Luego de una charla con "Mama", él cambio un poco, y se puede ver que tiene sentimientos por Felicita, en el transcurso de la serie se ve que no sabe expresarse bien con los demás. Además libertà constantemente le llama "garbanzo o enano". Tiene 15 años.
Debito (デビト?)
Seiyū: Hiroyuki Yoshino, David Allende (español latino)
Tiene un contrato con el n. ° 9 de los Arcanos: El Ermitaño, su habilidad es hacerse invisible con la marca Arcana en su pie, cerca del tobillo. Odia estar atado y le encanta coquetear, incluyendo a Felicità. Tiene una boca sucia, pero en realidad es una buena figura de un hermano mayor. Se cubrió el ojo derecho con un parche en el ojo para cubrir su ojo artificial que se usa para controlar su poder Arcana, creado por Jolly. Debito llama a Felicità "Bambina", que significa "niña pequeña" en italiano.
Pace (パーチェ?)
Seiyū: Tomokazu Sugita, Ferso Velázquez (español latino)
Lleva un contrato con el n. ° 11 de los Arcanos - La Fuerza (La Forza), que hace que su fuerza sea similar a la de un monstruo y tiene una marca Arcana en su mano. Al igual que Libertà, también llama a Felicità "Princesa". Le encantan las lasañas y tiene muy mala vista. Cuando el director está ausente, también actúa como Capitán Suplente, lo que le implica tener que manejar con las negociaciones y administrar las diferentes divisiones y a los civiles, aunque por lo general usa su puño mejor que su boca.
Luca (ルカ?)
Seiyū: Yūichi Nakamura, Eleazar Muñoz (español latino)
El asistente personal de Felicità. Es el portador de la Arcana #14, La Templanza (La Temperanza) y tiene la marca en su lengua. Él, Debito y Pace son viejos amigos de infancia. Es alumno de Jolly y también es su hijo. Ha estado cuidando de Felicità desde que era una niña. Es increíble en todo lo doméstico, incluyendo en la cocina. Él también entrenó a Felicità, está algo pegado a Felicità, y se preocupa demasiado por ella. A veces parece que le gusta Felicità más que un amiga. Le encanta jugar con la alquimia.

### Secundarios
Mondo (モンド?)
Seiyū: Fumihiko Tachiki, Víctor Delgado (español latino)
El líder y cabeza principal de la familia Arcana, es alguien imponente y habla con cierta superioridad. Su arcana es la carta "Il Mondo"(el mundo) con el poder de sellar los demás poderes arcanos o aumentarlos, además se puede de ver que es alguien estricto y protector. Es el padre de Felicita y organizó el "Arcana Duello" para poder retirarse y dejar a su hija en las manos del nuevo líder. Tiene 59 años.
Sumire (スミレ?)
Seiyū: Kikuko Inoue, Analiz Sánchez (español latino)
"Mama" como todos le conocen, se muestra que es alguien bastante dulce y amable, su inteligencia para dar consejos es bastante notable, ella ayudó a Nova en un capítulo para cambiar. Es dulce y algo callada, es la esposa de Mondo y la madre de Felicita, quien quiere mucho, su carta arcana es "il giudizo"(el juicio) con la cual puede curar los males de las personas. Tiene 36 años.
Elmo (エルモ Erumo?)
Seiyū: Yūichi Iguchi, Tenyo Vargas (español latino)
Elmo es un niño creado artificialmente por Jolly, es de actitud adorable e inocente, suele leer los libros de alquimia de Jolly. Su carta es "La Torre" y su poder es crear un campo de fuerza en el área que lo rodea; Jolly pensó en esto a futuro para poder proteger la isla de Regalo. Hace su primera aparición en el capítulo 3, en el evento que organizan los Arcanos, llamado: Piccolino, aparece después de que Luca, Debito y Pace llevaran a los niños a sus casas durante una tormenta, Nova observa el mal clima y va a la iglesia para ver como estaban los niños, cuando entra ve a Felicita y a Liberta, pero le dicen que todos los niños se han ido, entonces aparece Elmo y le pregunta a Felicita que es lo que siente en su corazón, también se sabe que llama a Nova y a Liberta Onii-chan y a Felicita Onee-chan.